# Démaquillant
Un démaquillant est un produit, souvent confondu avec le tonique, qui sert à nettoyer et enlever les traces de maquillage. Il existe également des démaquillants-lotions. La plupart des démaquillants ont une texture laiteuse, parfaite pour rafraîchir la peau. Le tonique, extérieurement, contribue à éliminer les dernières traces du démaquillant et de maquillage qui n'ont pas pu être retiré.
Les produits nettoyants et démaquillants sont des produits cosmétiques destinés à éliminer les impuretés, les cellules mortes, la sueur, le sébum et éventuellement le maquillage.
Ils n'ont pas de pouvoir de pénétration, ils ne doivent pas être trop détergents et doivent respecter le pH (potentiel hydrogène) cutané. Idéalement, le démaquillant doit contenir des lipides afin d'éliminer plus efficacement les traces de maquillages.

## Typologie
Il existe différentes marques :
- laits démaquillants (Sisley, etc.) ;
- crèmes démaquillantes (Sephora, etc.) ;
- gels démaquillants (Lancôme, etc.)  ;
- huiles démaquillantes (Yves Rocher, etc.) ;
- carrés démaquillants (Darmalia, etc.).
- savons démaquillants (Yves Rocher, etc.)